# I-細胞疾病
I-細胞疾病是一種遺傳病，其會導致溶小體酵素的缺失，引起細胞結構不正常。
此遺傳病的發生率未知，荷蘭研究指出約為640000分之1。
遺傳方面，其遺傳方式為體染色體隱性遺傳疾病。